# Protokol (edb)
 For alternative betydninger, se Protokol. (Se også artikler, som begynder med Protokol)
En protokol er et foruddefineret sæt regler, som beskriver hvordan dataterminaludstyr, netudstyr eller værktøjsmaskiner (se også CAM/CNC) udveksler data. En protokol beskriver hvilket "sprog" de 2 enheder kommunikerer med.
Eksempler på edb-protokoller: IP, TCP, UDP, DIX ethernet II, ATM, V.34, V.90 og V.42bis.

Eksempel på telefon-/video-protokoller: SIP, H323

Eksempel på lysstyringsprotokol: DMX

Eksempel på produktions-protokol (CNC): Mazak CMT protocol
Eksempel på en IETF-protokoldefinition: 
RFC791 Internet Protocol, IP
Data protokol standardiseringsorganer: IETF, ISO, ITU-T, IEC, IEEE.